# Wapen van Oploo, Sint Anthonis en Ledeacker

Wapen van Oploo, Sint Anthonis en Ledeacker

Het wapen van Oploo, Sint Anthonis en Ledeacker werd op 16 juli 1817 bij besluit van de Hoge Raad van Adel aan de toenmalige Noord-Brabantse gemeente Sint Anthonis en Ledeacker bevestigd. Deze gemeente fuseerde al in 1821 met Oploo tot Oploo, Sint Anthonis en Ledeacker. Kennelijk gebruikte deze gemeente hetzelfde wapen, getuige de kanttekening "Oploo" in het wapenregister. Op 1 januari 1994 werd Oploo, Sint Anthonis en Ledeacker als gemeente opgeheven om op te gaan in de gemeente Sint Anthonis. Hiermee kwam het wapen van Oploo, Sint Anthonis en Ledeacker te vervallen als gemeentewapen. In het wapen van Sint Anthonis uit 1994 keerde de voorstelling van Sint Anthonis en het varken terug.

## Blazoenering
De blazoenering bij het wapen luidt als volgt:
Van lazuur, beladen met St. Anthonius van goud, houdende een schild van lazuur, beladen met een bok van goud.
De heraldische kleuren zijn lazuur (blauw) en goud (geel). Dit zijn de rijkskleuren. In het register staat geen beschrijving, deze is later toegevoegd.

## Geschiedenis
Het wapen is afgeleid van het zegel van Sint Anthonis, dat tot de heerlijkheid Boxmeer behoorde. Op het zegel is de parochieheilige St. Anthonius te zien. Oploo en Ledeacker hadden ieder een ander zegel. Hoewel het wapen van Boxmeer goud op rood is en de kleuren voor de heilige zilver en groen zijn, is het wapen verleend in de rijkskleuren goud op blauw, waarschijnlijk omdat de kleuren niet waren gespecificeerd.

## Verwante wapens

Het wapen van Boxmeer
Het wapen van Sint Anthonis

Aalburg
· Aalst
· Aarle-Rixtel
· Alem 
· Alem, Maren en Kessel
· Almkerk
· Alphen en Riel
· Andel
· Baardwijk
· Bakel en Milheeze
· Beek en Donk
· Beers
· Berghem
· Berkel-Enschot
· Berlicum
· Besoyen
· Beugen en Rijkevoort
· Bladel en Netersel
· Bokhoven
· Borkel en Schaft
· Boxmeer
· Budel
· Capelle
· Chaam
· Cromvoirt
· Cuijk
· Cuijk en Sint Agatha
· De Werken en Sleeuwijk
· Den Dungen
· Deurne en Liessel
· Dieden, Demen en Langel
· Diessen
· Dinteloord (en Prinsenland)
· Dinther
· Dommelen
· Drongelen, Haagoort, Gansoijen en Doeveren
· Drunen
· Duizel en Steensel
· Dussen
· Eersel
· Eethen
· Emmikhoven en Waardhuizen
· Empel en Meerwijk
· Engelen
· Erp
· Esch
· Escharen
· Fijnaart en Heijningen
· Gassel
· Geffen
· Geldrop
· Gemert
· Genderen
· Gestel en Blaarthem
· Giessen
· Ginneken en Bavel
· Grave
· 's Gravenmoer
· Haaren 
· Halsteren
· Haps
· Haren en Macharen
· Hedikhuizen
· Heesch
· Heeswijk
· Heeswijk-Dinther
· Heeze
· Helvoirt
· Herpt
· Hoeven
· Hooge en Lage Mierde
· Hooge en Lage Zwaluwe
· Hoogeloon, Hapert en Casteren
· Huijbergen
· Kessel
· Klundert
· Landerd
· Leende
· Liempde
· Lierop
· Lieshout
· Linden
· Lith
· Luyksgestel
· Maarheeze
· Maasdonk
· Maashees en Overloon
· Made en Drimmelen
· Maren
· Meeuwen
· Megen, Haren en Macharen
· Mierlo
· Mill en Sint Hubert
· Moergestel
· Nederwetten en Eckart
· Nieuw-Ginneken
· Nieuw-Vossemeer
· Nieuwkuijk
· Nistelrode
· Nuenen en Gerwen
· Nuland
· Oeffelt
· Oerle
· Oijen en Teeffelen
· Oost-, West- en Middelbeers
· Oploo, Sint Anthonis en Ledeacker
· Ossendrecht
· Oud en Nieuw Gastel
· Oudenbosch
· Oudheusden
· Princenhage
· Prinsenbeek
· Putte
· Raamsdonk
· Ravenstein
· Reek
· Reusel
· Riethoven
· Rijsbergen
· Rijswijk
· Roosendaal en Nispen
· Rosmalen
· Sambeek
· Schaijk
· Schijndel
· Sint Anthonis
· Sint-Michielsgestel
· Sint-Oedenrode
· Soerendonk, Sterksel en Gastel
· Sprang
· Sprang-Capelle
· Standdaarbuiten
· Stiphout
· Stratum
· Strijp
· Terheijden
· Teteringen
· Tongelre
· Uden
· Udenhout
· Veen
· Veghel
· Veldhoven en Meerveldhoven
· Velp
· Vessem, Wintelre en Knegsel
· Vierlingsbeek
· Vlierden
· Vlijmen
· Vrijhoeve-Capelle
· Wanroij
· Waspik
· Werkendam
· Westerhoven
· Wijk en Aalburg
· Willemstad
· Woensel (en Eckart)
· Woudrichem
· Wouw
· Zeeland
· Zesgehuchten
· Zevenbergen